# Maurice Chevit
Maurice Chevit (31 de outubro de 1923 — 2 de julho de 2012) é um ator francês.